# Susanne Storm
Pour les articles homonymes, voir Storm.
Susanne Storm est une actrice danoise, née le 14 mai 1970.

## Biographie
Susanne Storm naît le 14 mai 1970. En 1998, elle fait ses études à la Statens Teaterskole.
En 2000, elle incarne la psychologue, Helene Fenger, dans la série télévisée Rejseholdet, jusqu'en 2004.
En 2015, elle est la biologiste dans la comédie dramatique Le Poisson-lune (Klumpfisken) de Søren Balle, long métrage pour lequel elle obtient le prix Bodil de la meilleure actrice dans un second rôle en 2015.

## Filmographie

### Cinéma

#### Longs métrages
- 1979 : Krigernes børn d'Ernst Johansen : Ilni
- 1996 : Den attende d'Anders Rønnow Klarlund : Escortpige
- 1999 : Mifune (Mifunes sidste sang) de Søren Kragh-Jacobsen : Hanne, la prostituée
- 2004 : ''Hannah Wolfe de Jan Jung : la fille de la réception
- 2005 : Allegro de Christoffer Boe : la mère d'un garçon
- 2005 : Bien sûr ! (Af banen!) de Martin Hagbjer : Malene
- 2005 : Springet de Henning Carlsen : Ruth
- 2005 : Veninder de Vibe Mogensen : Line (documentaire)
- 2012 : Toi et moi pour toujours (You and Me Forever) de Kaspar Munk : Carina, la mère de Laura
- 2014 : Le Poisson-lune (Klumpfisken) de Søren Balle : Gerd, le biologiste
- 2016 : En, to, tre - nu! de Barbara Topsøe-Rothenborg : Lise, la mère de Cecilies
- 2018 : Vildheks de Kaspar Munk

#### Courts métrages
- 1998 : Laslos tema de Claus Ploug : Nicole
- 2004 : Lauges kat de Christina Rosendahl : la mère de Lauges
- 2015 : Heaven de Josefine Kirkeskov : Helene, la mère
- 2019 : Forestillingen om Juliane de Mads Mengel : Juliane

### Télévision

#### Séries télévisées
- 1997-1999 : Taxa : Cecilie (8 épisodes)
- 2000-2004 : Rejseholdet : Helene Fenger, la psychologue (10 épisodes)
- 2005 : Julie : la mère de Lulu (4 épisodes)
- 2006 : Danni : Helene (3 épisodes)
- 2007-2009 : 2900 Happiness : la psychothérapeute Hanne Skovgaard, mère de Freja
- 2012 : Forbrydelsen III : l'inspectrice d'école (saison 1, épisode 8)
- 2014 : Les Pièges du Temps (Tidsrejsen) : Esther, la grand-mère de Sophie (5 épisodes)
- 2015 : Heartless : la secrétaire médicale (saison 2, épisode 1)
- 2016 : Bedrag : la sage-femme (2 épisodes)
- 2017 : Below the Surface (Gidseltagningen) : Karin Hallberg (2 épisodes)
- 2017 : Mercur : Tove Vestergaard (8 épisodes)
- 2018 : Sygeplejeskolen : Mme Foldberg-Hansen (saison 1, épisode 3 : Polio)
- 2018 : Advokaten : Iben (13 épisodes)
- 2018-2020 : Parterapi : la thérapeute (10 épisodes)
- 2019 : Le Tueur de l'ombre (Den som dræber - Fanget af mørket) : Kirsten
- 2020 : Equinox : Isobel (6 épisodes)
- 2020 : Les Enquêtes de Dan Sommerdahl (Sommerdahl) : Hannah (saison 1, épisode : First Contact: Part I)
- 2021 : Rainbow : Nina (6 épisodes)

## Distinction
- Cérémonie des Bodil 2015 : meilleure actrice dans un second rôle (Bedste kvindelige birolle) pour son rôle dans Le Poisson-lune (Klumpfisken)